# Mesnil-Raoul
Mesnil-Raoul – miejscowość i gmina we Francji, w regionie Normandia, w departamencie Sekwana Nadmorska.
Według danych na rok 1990 gminę zamieszkiwało 689 osób, a gęstość zaludnienia wynosiła 102 osoby/km² (wśród 1421 gmin Górnej Normandii Mesnil-Raoul plasuje się na 345. miejscu pod względem liczby ludności, natomiast pod względem powierzchni na miejscu 551.).